# Schützenkompanie „Major Josef Eisenstecken“ Gries

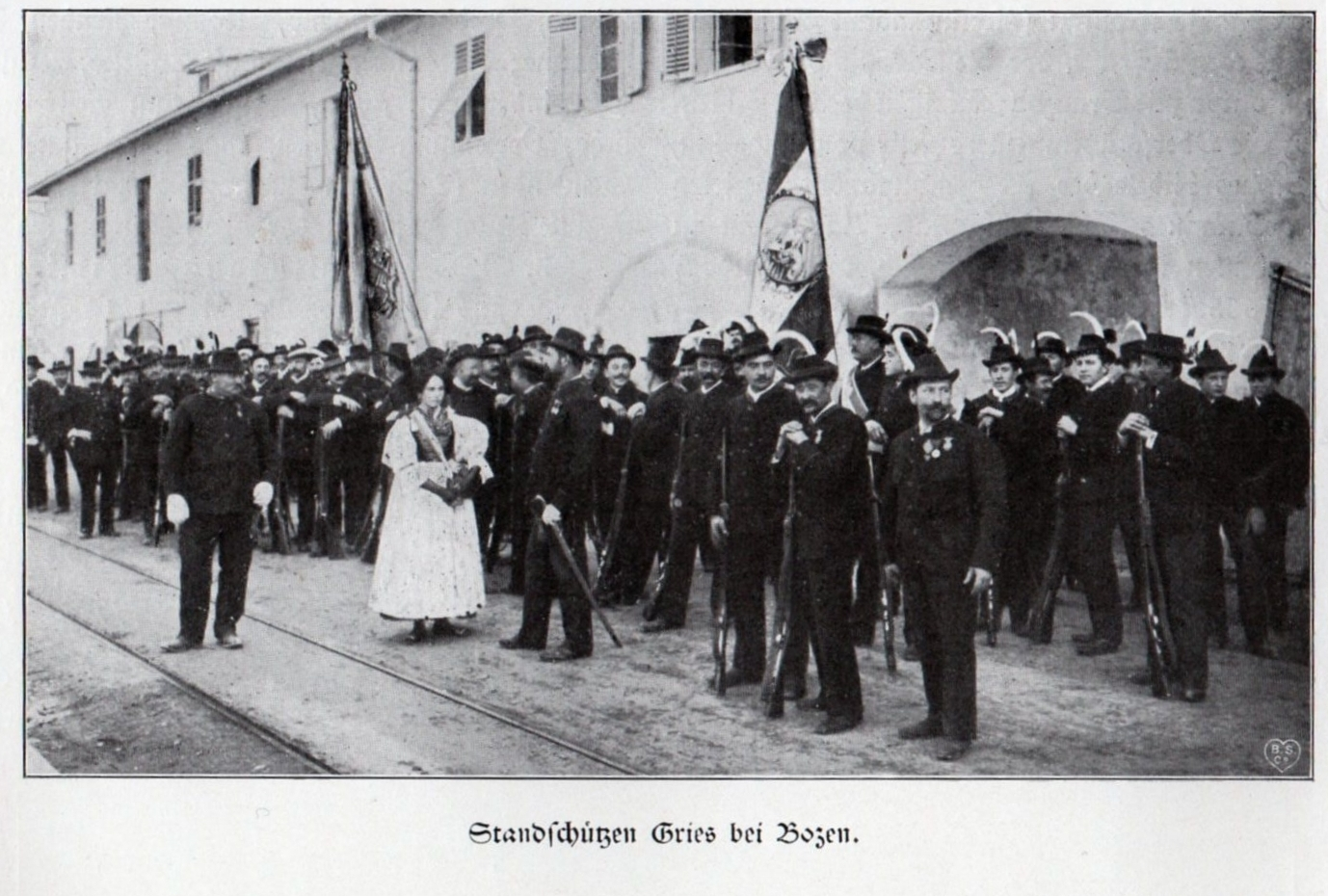
Standschützen der Marktgemeinde Gries bei Bozen bei der Aufstellung zum Abmarsch zur Dolomitenfront im Jahr 1915

Die Schützenkompanie „Major Josef Eisenstecken“ Gries oder auch SK Gries ist eine Schützenkompanie aus Gries (Bozen) in Südtirol.

## Geschichte

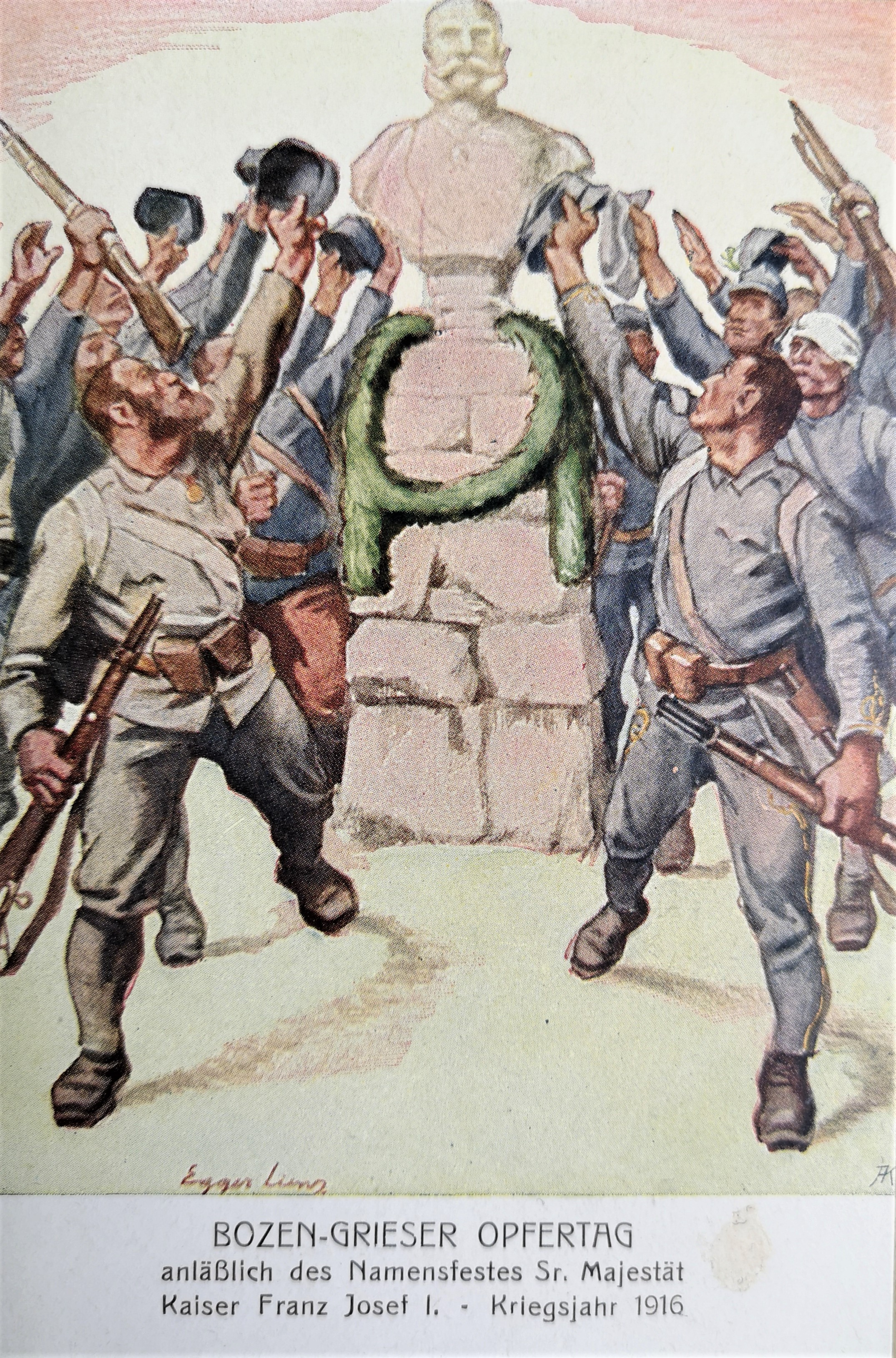
Die Grieser Standschützen anlässlich des Bozen-Grieser Opfertags von 1916, nach einem Entwurf von Albin Egger-Lienz anlässlich des Namenstags von Kaiser Franz Josef II.

Erstmals wurden die Grieser Schützen im Jahr 1410 bei der Belagerung von Burg Greifenstein, der heutigen Burgruine oberhalb der Ortschaft Siebeneich bei Terlan, mit 100 Mann erwähnt. Gemäß der unter Herzog Sigmund von Österreich-Tirol erlassenen Landgerichtsordnung von Gries-Bozen von 1487 fungierte als militärischer Aufgebotsort der Grieser Platz (der platz ze Gries vor dem kloster). Im selben Jahr kämpften die Schützen bei der Schlacht von Calliano bei Rovereto gemeinsam mit anderen Tiroler Schützenkompanien und Schweizer Söldner gegen das venezianische Heer. 1504 standen die Grieser bei der bayerischen Belagerung der Festung Kufstein im Zuge des Landshuter Erbfolgekriegs an vorderster Front. Im Jahr 1759 waren die Grieser Schützen an der Überführung der Reliquie des seligen Heinrichs von Bozen beteiligt.
Bei der Feier zu Ehren der Königin Maria Luise von Bourbon-Parma waren sie auch anwesend. Bereits damals trugen die Grieser ihre blauen Strümpfe. In den Jahren 1796/97 waren die Grieser bei den Kämpfen in Lavis dabei. Die Franzosen konnten damals ein Jahr lang aufgehalten werden, ehe am 2. Oktober 1797 bei der letzten „Schlacht bei Lavis“ 40 Grieser fielen. Im selben Jahr wurden die Grieser, zusammen mit den vereinigten Kompanien der Bozner Umgebung, mit vier großen und 16 kleinen Tapferkeitsmedaillen ausgezeichnet.
Der „Badlwirt von Gries“ Major Josef Eisenstecken, nach dem die Kompanie heute benannt ist, war einer der engsten Vertrauten Andreas Hofers. Er wurde am 1. Mai 1827 in Gries zu Grabe getragen. Es begleiteten ihn die Grieser Schützen mit ihrer Musikkapelle.
Im Mai 1915 zog das Grieser Schützenbataillon an die bedrohte Landesgrenze in das untere Etschtal. Im Juni desselben Jahres kämpften sie in Folgaria (Vielgereut) und in Lavarone (Lafraun) und kamen 1916 bei der großen Maioffensive im Etschtal zum Einsatz.
Nach der Eingliederung Südtirols in den Staat Italien im Jahr 1920 wurde das Schützenwesen verboten. Dieses Verbot dauerte bis zum Jahr 1958. Im Herbst 1958 ging der damalige SVP-Ortsobmann von Gries, Josef Mair-Jenner, daran, in Gries wieder eine Schützenkompanie zu gründen. Bereits am 3. Jänner 1959 wurde die Grieser Kompanie im Gasthof „Lamm“ in Gries neu konstituiert und eine provisorische Kommandantschaft ernannt. 
Die Schützenkompanie von Gries war die erste Südtiroler Kompanie, die in voller Stärke in Tracht und mit Kompaniefahne am 20. Februar 1977 zum Gedenktag für Andreas Hofer nach Mantua fuhr. Die Kompanie wurde von den höchsten Behördenvertretern der Stadt Mantua empfangen, der Bürgermeister der Stadt entbot den Gruß Mantuas und überreichte dem Hauptmann eine Statue des Hl. Antonius als Geschenk.

## Persönlichkeiten
- Josef Eisenstecken (1779–1827), Tiroler Freiheitskämpfer und k.k. Major
- Josef Mumelter-Möckl (1863–1937), k.k. Major und letzter deutscher Bürgermeister der Marktgemeinde Gries bei Bozen
- Luis Amplatz (1926–1964), Mitglied des BAS, Südtiroler Freiheitskämpfer
- Karl Mitterdorfer (1920–2017), Jagdpilot im Zweiten Weltkrieg (Luftwaffe der Wehrmacht), ehem. Landeskommandant der Südtiroler Schützen und italienischer Politiker
- Paul Bacher (1937–2023), Sportler und ehemaliger Landeskommandant des Südtiroler 
Schützenbundes
- Werner Neubauer (* 1956), österreichischer Politiker (FPÖ) und Abgeordneter im österreichischen Nationalrat.